# モニカ・ヴィッティ
モニカ・ヴィッティ （Monica Vitti, 1931年11月3日 - 2022年2月2日） は、イタリアの女優。モニカ・ビッティとも表記される。

## 来歴
1931年11月3日、ローマでMaria Luisa Ceciarelliとして生まれた。10代の頃からアマチュア劇団に参加し、ローマの演劇学校で学んだ。その後、舞台女優としてヨーロッパを回った。
1954年に映画デビュー。1957年、ミケランジェロ・アントニオーニの劇団に参加し、『さすらい』に端役で出演した。以後、『情事』（1960年）、『夜』（1961年）、『太陽はひとりぼっち』（1962年）、『赤い砂漠』（1964年）とアントニオーニ監督作品の常連となり、世界的に知られるようになった。
1974年、『Polvere di stelle』でダヴィッド・ディ・ドナテッロ賞女優賞を受賞した。1995年には第52回ヴェネツィア国際映画祭で栄誉金獅子賞を受賞した。

### 私生活
1960年代を通してアントニオーニとは公私ともにパートナーであり、1968年にはアントニオーニからプロポーズされたが、結婚することはなかった。その後、2000年、ロベルト・ルッソ（it:Roberto Russo）と結婚した。2011年にはアルツハイマー病によって、ここ１５年のあいだ公の場に姿を現わさなかったことが公表された。
2022年2月2日、死去。

## 主な出演作品
- 情事 L'Avventura （1960年）
- 夜 La Notte （1961年）
- 太陽はひとりぼっち L'Eclisse (1962)
- スエーデンの城 Château en Suède （1963年）
- 赤い砂漠 Il deserto rosso （1964年）
- トプカピ（1964年）
- 私は宇宙人を見た Il disco volante（1964年）
- 唇からナイフ Modesty Blaise （1966年）
- ゆかいな結婚 Ti ho sposato per allegria、1967年 - ルチアーノ・サルチェ監督・脚本。
- 花ひらく貞操帯 La Cintura di castità （1968年）
- ジェラシー Dramma della gelosia - tutti i particolari in cronaca （1970年）
- 自由の幻想 Le Fantôme de la liberté （1974年）

## 受賞歴
| 賞                             | 年     | 部門         | 作品                                               | 結果       |
| ------------------------------ | ------ | ------------ | -------------------------------------------------- | ---------- |
| ナストロ・ダルジェント賞       | 1962年 | 助演女優賞   | 『夜』                                             | 受賞       |
| ナストロ・ダルジェント賞       | 1969年 | 主演女優賞   | 『結婚大追跡』                                     | 受賞       |
| ナストロ・ダルジェント賞       | 1976年 | 主演女優賞   | 『アヒルのオレンジ風味』                           | 受賞       |
| イタリア・ゴールデングローブ賞 | 1968年 | 主演女優賞   | 『Ti ho sposato per allegria』                     | 受賞       |
| イタリア・ゴールデングローブ賞 | 1969年 | 主演女優賞   | 『結婚大追跡』                                     | 受賞       |
| イタリア・ゴールデングローブ賞 | 1970年 | 主演女優賞   | 『Dramma della gelosia』                           | 受賞       |
| イタリア・ゴールデングローブ賞 | 1971年 | 主演女優賞   | 『La supertestimone』                              | 受賞       |
| イタリア・ゴールデングローブ賞 | 1974年 | 主演女優賞   | 『La Tosca』                                       | 受賞       |
| イタリア・ゴールデングローブ賞 | 1981年 | 主演女優賞   | 『Camera d'albergo』                               | 受賞       |
| イタリア・ゴールデングローブ賞 | 1984年 | 主演女優賞   | 『Flirt』                                          | 受賞       |
| イタリア・ゴールデングローブ賞 | 1990年 | 主演女優賞   | 『Scandalo segreto』                               | 受賞       |
| サン・セバスティアン国際映画祭 | 1968年 | 女優賞       | 『結婚大追跡』                                     | 受賞       |
| ダヴィッド・ディ・ドナテッロ賞 | 1969年 | 主演女優賞   | 『結婚大追跡』                                     | 受賞       |
| ダヴィッド・ディ・ドナテッロ賞 | 1971年 | 主演女優賞   | 『Ninì Tirabusciò, la donna che inventò la mossa』 | 受賞       |
| ダヴィッド・ディ・ドナテッロ賞 | 1974年 | 主演女優賞   | 『Polvere di stelle』                              | 受賞       |
| ダヴィッド・ディ・ドナテッロ賞 | 1976年 | 主演女優賞   | 『アヒルのオレンジ風味』                           | 受賞       |
| ダヴィッド・ディ・ドナテッロ賞 | 1979年 | 主演女優賞   | 『Amori miei』                                     | 受賞       |
| ダヴィッド・ディ・ドナテッロ賞 | 1984年 | 主演女優賞   | 『Flirt』                                          | ノミネート |
| ダヴィッド・ディ・ドナテッロ賞 | 1990年 | 新人監督賞   | 『Scandalo segreto』                               | ノミネート |
| ヴェネツィア国際映画祭         | 1995年 | 栄誉金獅子賞 | -                                                  | 受賞       |

## 日本のテレビ番組出演
- スター千一夜（フジテレビ） - 1963年12月9日